# Malajzia nemzeti parkjainak listája
Malajzia nemzeti parkjainak listája

## Maláj-félsziget
- Endau-Rompin Nemzeti Park – védett trópusi esőerdők a Tenasszerim-hegyvidék legdélebbi vonulatában
- Gunung Ledang Nemzeti Park – az Ophir-hegy vagy maláj nevén Gunung Ledang a Gunung Ledang Nemzeti Parkban található, Johor államban. A csúcs Muar és Malakka városok között fekszik.
- Merszing-szigetek Nemzeti Park
- Penang Nemzeti Park – Pinang szigetének ÉNy-i csücskén; a kutatók és a természet szerelmesei látogatják leginkább
- Taman Negara Nemzeti Park – teljes területe 4343 km², és a világ legrégebbi lombos esőerdője

## Sarawak
- Bako Nemzeti Park - homokkő-félsziget
- Gunung Mulu Nemzeti Park - mészkőhegységben óriási barlangok, világörökség
- Niah Nemzeti Park - óriási barlang ősemberi maradványokkal
- Lambir-hegység Nemzeti Park
- Miri-Sibuti Coral Reef Nemzeti Park
- Loagan Bunut Nemzeti Park
- Similajau Nemzeti Park
- Gunung Gading Nemzeti Park
- Kubah Nemzeti Park
- Batang Ai Nemzeti Park
- Tanjung Datu Nemzeti Park
- Talang Satang Nemzeti Park
- Bukit Tiban Nemzeti Park
- Maludam Nemzeti Park
- Rajang Mangroves Nemzeti Park
- Gunung Buda Nemzeti Park
- Pulong Tau Nemzeti Park
- Kuching Wetlands Nemzeti Park

## Sabah
- Crocker Range Park
- Kinabalu Park - világörökségi helyszín is
- Pulau Tiga Park
- Tawau-hegység Nemzeti Park
- Tun Sakaran Marine Park
- Tunku Abdul Rahman Park - szigetek a Dél-kínai-tengerben
- Turtle Islands Nemzeti Park

## Fordítás
- Ez a szócikk részben vagy egészben  a   List of national parks in Malaysia című angol Wikipédia-szócikk fordításán alapul.  Az eredeti cikk szerkesztőit annak laptörténete sorolja fel. Ez a jelzés csupán a megfogalmazás eredetét és a szerzői jogokat jelzi, nem szolgál a cikkben szereplő információk forrásmegjelöléseként.